# WTA de Pequim
O WTA de Pequim – ou China Open, atualmente – é um torneio de tênis profissional feminino, de categoria WTA 1000.
Realizado em Pequim, capital da China, estreou em 1994. Foi o primeiro torneio depois do US Open ao usar o sistema de desafio por vídeo (o Hawk-Eye). Os jogos são disputados em quadras duras durante os meses de setembro e outrubro.

## Finais

### Simples
| Ano                                                                | Campeã              | Vice-campeã          | Resultado     |
| ------------------------------------------------------------------ | ------------------- | -------------------- | ------------- |
| 2024                                                               | Coco Gauff          | Karolína Muchová     | 6–1, 6–3      |
| 2023                                                               | Iga Świątek         | Liudmila Samsonova   | 6–2, 6–2      |
| Torneio suspenso em 2022 devido ao caso Peng Shuai                 |                     |                      |               |
| Torneio não realizado em 2021 e 2020 devido à pandemia de COVID-19 |                     |                      |               |
| 2019                                                               | Naomi Osaka         | Ashleigh Barty       | 3–6, 6–3, 6–2 |
| 2018                                                               | Caroline Wozniacki  | Anastasija Sevastova | 6–3, 6–3      |
| 2017                                                               | Caroline Garcia     | Simona Halep         | 6–4, 7–63     |
| 2016                                                               | Agnieszka Radwańska | Johanna Konta        | 6–4, 6–2      |
| 2015                                                               | Garbiñe Muguruza    | Timea Bacsinszky     | 7–5, 6–4      |
| 2014                                                               | Maria Sharapova     | Petra Kvitová        | 6–4, 2–6, 6–3 |
| 2013                                                               | Serena Williams     | Jelena Janković      | 6–2, 6–2      |
| 2012                                                               | Victoria Azarenka   | Maria Sharapova      | 6–3, 6–1      |
| 2011                                                               | Agnieszka Radwańska | Andrea Petkovic      | 7–5, 0–6, 6–4 |
| 2010                                                               | Caroline Wozniacki  | Vera Zvonareva       | 6–3, 3–6, 6–3 |
| 2009                                                               | Svetlana Kuznetsova | Agnieszka Radwańska  | 6–2, 6–4      |
| 2008                                                               | Jelena Janković     | Svetlana Kuznetsova  | 6–3, 6–2      |
| 2007                                                               | Ágnes Szávay        | Jelena Janković      | 6–7, 7–5, 6–2 |
| 2006                                                               | Svetlana Kuznetsova | Amélie Mauresmo      | 6–4, 6–0      |
| 2005                                                               | Maria Kirilenko     | Anna-Lena Grönefeld  | 6–3, 6–4      |
| 2004                                                               | Serena Williams     | Svetlana Kuznetsova  | 4–6, 7–5, 6–4 |
| Torneio não realizado entre 2003 e 1997                            |                     |                      |               |
| 1996                                                               | Wang Shi-ting       | Chen Li Ling         | 6–3, 6–4      |
| 1995                                                               | Linda Wild          | Wang Shi-ting        | 7–5, 6–2      |
| 1994                                                               | Yayuk Basuki        | Kyoko Nagatsuka      | 6–4, 6–2      |

### Duplas
| Ano                                                                | Campeãs                                    | Vice-campeãs                          | Resultado         |
| ------------------------------------------------------------------ | ------------------------------------------ | ------------------------------------- | ----------------- |
| 2024                                                               | Sara Errani Jasmine Paolini                | Chan Hao-ching Veronika Kudermetova   | 6–4, 6–4          |
| 2023                                                               | Marie Bouzková Sara Sorribes Tormo         | Chan Hao-ching Giuliana Olmos         | 3–6, 6–0, [10–4]  |
| Torneio suspenso em 2022 devido ao caso Peng Shuai                 |                                            |                                       |                   |
| Torneio não realizado em 2021 e 2020 devido à pandemia de COVID-19 |                                            |                                       |                   |
| 2019                                                               | Sofia Kenin Bethanie Mattek-Sands          | Jeļena Ostapenko Dayana Yastremska    | 6–3, 56–7, [10–7] |
| 2018                                                               | Andrea Sestini Hlaváčková Barbora Strýcová | Gabriela Dabrowski Xu Yifan           | 4–6, 6–4, [10–8]  |
| 2017                                                               | Chan Yung-jan Martina Hingis               | Tímea Babos Andrea Hlaváčková         | 6–1, 6–4          |
| 2016                                                               | Bethanie Mattek-Sands Lucie Šafářová       | Caroline Garcia Kristina Mladenovic   | 6–4, 6–2          |
| 2015                                                               | Martina Hingis Sania Mirza                 | Chan Hao-ching Chan Yung-jan          | 96–7, 6–1, [10–8] |
| 2014                                                               | Andrea Hlaváčková Peng Shuai               | Cara Black Sania Mirza                | 6–4, 6–4          |
| 2013                                                               | Cara Black Sania Mirza                     | Vera Dushevina Arantxa Parra Santonja | 6–2, 6–2          |
| 2012                                                               | Ekaterina Makarova Elena Vesnina           | Nuria Llagostera Vives Sania Mirza    | 7–5, 7–5          |
| 2011                                                               | Květa Peschke Katarina Srebotnik           | Gisela Dulko Flavia Pennetta          | 6–3, 6–4          |
| 2010                                                               | Olga Govortsova Chuang Chia-jung           | Gisela Dulko Flavia Pennetta          | 26–7, 6–1, [10–7] |
| 2009                                                               | Hsieh Su-wei Peng Shuai                    | Alla Kudryavtseva Ekaterina Makarova  | 6–3, 6–1          |
| 2008                                                               | Anabel Medina Garrigues Caroline Wozniacki | Han Xinyun Xu Yifan                   | 6–1, 6–3          |
| 2007                                                               | Chuang Chia-jung Hsieh Su-wei              | Han Xinyun Xu Yifan                   | 7–61, 6–3         |
| 2006                                                               | Virginia Ruano Pascual Paola Suárez        | Anna Chakvetadze Elena Vesnina        | 6–2, 6–4          |
| 2005                                                               | Nuria Llagostera Vives María Vento-Kabchi  | Yan Zi Zheng Jie                      | 6–2, 6–4          |
| 2004                                                               | Emmanuelle Gagliardi Dinara Safina         | Gisela Dulko María Vento-Kabchi       | 6–4, 6–4          |
| Torneio não realizado entre 2003 e 1997                            |                                            |                                       |                   |
| 1996                                                               | Naoko Kijimuta Miho Saeki                  | Yuko Hosoki Kazue Takuma              | 7–5, 6–4          |
| 1995                                                               | Claudia Porwik Linda Wild                  | Stephanie Rottier Wang Shi-ting       | 6–1, 6–0          |
| 1994                                                               | Chen Li Ling Li Fang                       | Kerry-Anne Guse Valda Lake            | 6–0, 6–2          |